# Smile Down the Runway
Runway de Waratte (яп. ランウェイで笑って рануэй дэ вараттэ) — японская сёнэн-манга, написанная Котобой Иноей. С мая 2017 года она издаётся в журнале Weekly Shōnen Magazine издательства Kodansha. Студия Ezo'la сняла на её основе аниме-сериал, премьерный показ которого прошёл с 10 января по 27 марта 2020 года.

## Сюжет
История рассказывает о Икуто Цумуре, начинающем дизайнере, и Фудзито Тиюки, начинающей модели. С тех пор как она была маленькой, мечтой Тиюки было стать звездной моделью агентства ее отца и выступить на Парижской неделе моды. И внешность, и талант у неё есть, но тут она столкнулась с проблемой, которую, казалось бы, не обойти — её рост остановился на 158 см, чего слишком мало для профессиональной подиумной модели. Она уже была готова сдаться и отказаться от своей мечты, когда встретила Икуто Цумуру, одноклассника с талантом к дизайну одежды, который даже не пытается следовать за своей мечтой, так как его семья бедна и он как единственный сын планирует как можно быстрее устроиться на работу, чтобы финансово поддерживать своих сестер.

## Персонажи
Икуто Цумура (яп. 都村育人 Цумура Икуто)
Сэйю: Нацуки Ханаэ
Тиюки Фудзито (яп. 藤戸千雪 Фудзито Тиюки) — начинающая модель и дочь основателя модельного агентства Mille Neige.
Сэйю: Юмири Ханамори
Кокоро Хасэгава (яп. 長谷川心 Хасэгава Кокоро)
Сэйю: Аи Каяно
То Аяно (яп. 綾野遠 Аяно То:)
Сэйю: Рёхэй Кимура
Хонока Цумура (яп. 都村ほのか Цумура Хонока)
Сэйю: Юи Исикава
Аой Цумура (яп. 都村葵 Цумура Аой)
Сэйю: Хибику Ямамура
Итика Цумура (яп. 都村いち花 Цумура Итика)
Сэйю: Хикару Акао
Хадзимэ Янагида (яп. 柳田一 Янагида Хадзимэ)
Сэйю: Дзюнъити Сувабэ

## Медиа

### Манга
С мая 2017 года она издаётся в манга-журнале Weekly Shōnen Magazine издательства Kodansha. 22 том, который планируется к выходу 17 августа 2021 года, должен будет стать последним.
Манга также издаётся в США и Северной Америке издательством Kodansha Comics.

### Аниме
21 июля 2019 года издатель Kodansha объявил об адаптации в виде аниме-сериала, премьерный показ которого начался 10 января 2020 года в программном блоке Animeism на телеканалах MBS, TBS и BS-TBS. Производством занималась студия Ezo’la под контролем режиссёра Нобуёси Нагаяма по сценарию Токо Матида, музыкальное сопровождение написали Сюдзи Катаяма и Акинари Судзуки, а за дизайн персонажей отвечал Мисаки Канэко.
Начальная тема:
- «Lion» — исполняет Ами Сакагути

Завершающая тема:
- «Ray of Light» — исполняет J-JUN

## Примечание
1. ↑  Crystalyn Hodgkins. Smile Down the Runway Manga Ends With 22nd Volume in August (англ.). Anime News Network (17 мая 2021). Дата обращения: 19 мая 2021. Архивировано 18 мая 2021 года.